# Mariposa County
Mariposa County ist ein County im US-Bundesstaat Kalifornien. Der Verwaltungssitz (County Seat) ist Mariposa. Es befindet sich im geographischen Zentrum Kaliforniens.

## Geschichte
Das County wurde am 4. Januar 1850 mit den anderen 17 Gründungscountys Kaliforniens gebildet. Zur Zeit der Gründung Kaliforniens war Mariposa County das größte County. Gebiete, die ehemals zum Mariposa County gehörten, sind heute Teil von zwölf anderen Countys: Fresno County, Inyo County, Kern County, Kings County, Los Angeles County, Madera County, Merced County, Mono County, San Benito County, San Bernardino County, San Luis Obispo County und Tulare County. Aus diesem Grund wird Mariposa County auch als „Mother of Counties“ bezeichnet.
Der Name des Countys stammt von Mariposa Creek, einem Gebiet, das diesen Namen 1807 von spanischen Entdeckern erhielt, als sie eine große Schmetterlingspopulation (span. mariposa = Schmetterling) antrafen.

### Historische Objekte
Im Yosemite National Park auf der California State Route 41 in Wawona liegt das historische Wawona Hotel and Pavilion (auch bekannt als Kawona Hotel oder Thomas Hill Studio). Das Hotel wurde am 1. Oktober 1975 vom National Register of Historic Places mit der Nummer 75000223 aufgenommen. Ebenso wurde es als National Historic Landmark eingetragen. Im County liegen drei weitere National Historic Landmarks. Insgesamt sind 43 Bauwerke und Stätten des Countys im National Register of Historic Places eingetragen.

## Demografische Daten

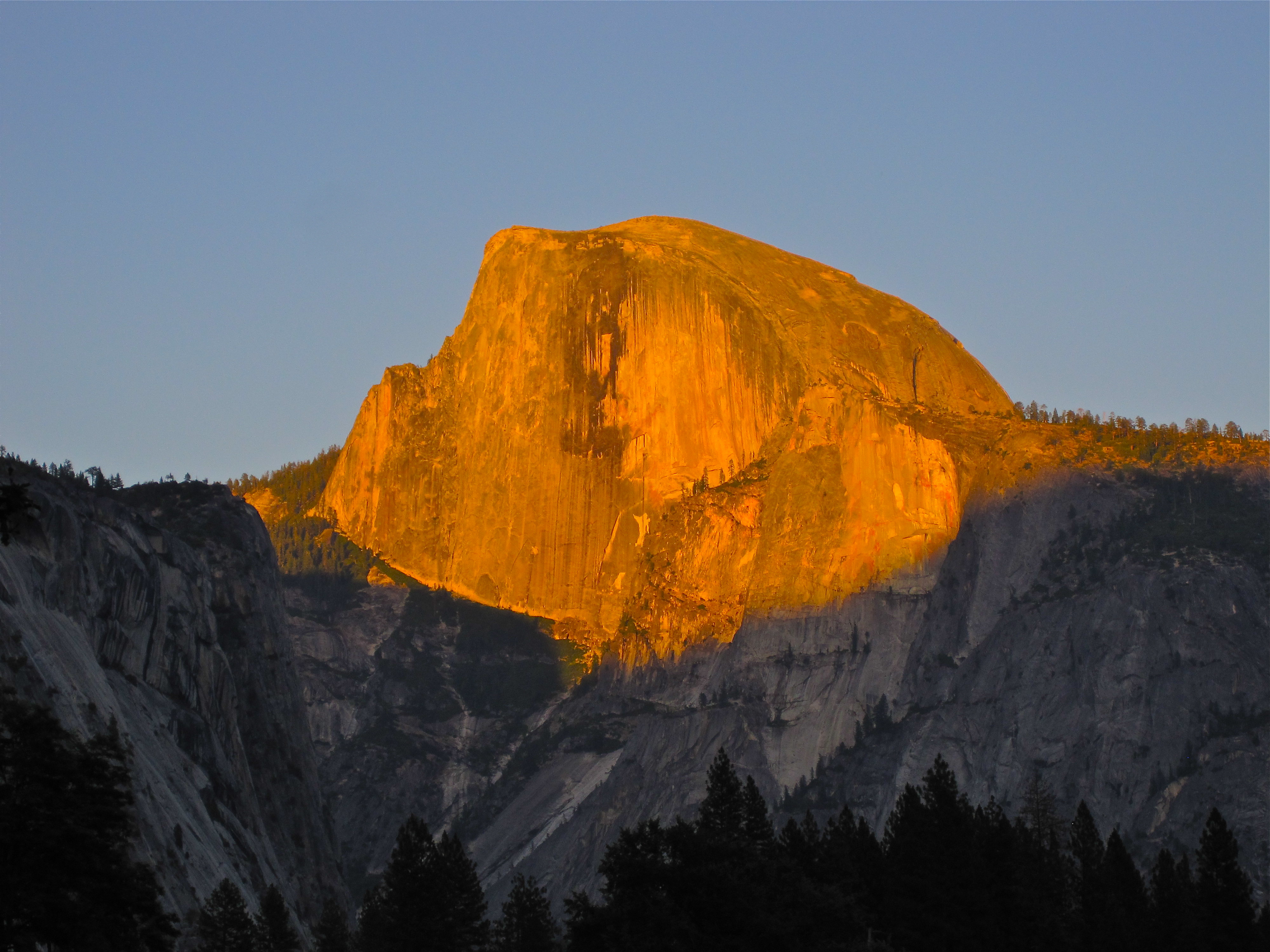
Sonnenuntergang am Half Dome im Yosemite-Nationalpark

Nach der Volkszählung im Jahr 2000 lebten im Mariposa County 17.130 Menschen. Es gab 6613 Haushalte und 4490 Familien. Die Bevölkerungsdichte betrug 5 Einwohner pro Quadratkilometer. Ethnisch betrachtet setzte sich die Bevölkerung zusammen aus 88,93 % Weißen, 0,67 % Afroamerikanern, 3,51 % amerikanischen Ureinwohnern, 0,71 % Asiaten, 0,13 % Bewohnern aus dem pazifischen Inselraum und 2,67 % aus anderen ethnischen Gruppen; 3,38 % stammten von zwei oder mehr ethnischen Gruppen ab. 7,76 % der Bevölkerung waren spanischer oder lateinamerikanischer Abstammung.
Von den 6613 Haushalten hatten 25,6 % Kinder und Jugendliche unter 18 Jahre, die bei ihnen lebten. 55,8 % waren verheiratete, zusammenlebende Paare, 8,0 % alleinerziehende Mütter. 32,1 % waren keine Familien. 26,5 % Singlehaushalte und in 11,2 % lebten Menschen im Alter von 65 Jahren oder darüber. Die Durchschnittshaushaltsgröße betrug 2,37 und die durchschnittliche Familiengröße lag bei 2,86 Personen.
Die Altersstruktur der Bevölkerung des Countys war: 21,6 % unter 18 Jahren, 6,9 % 18–24 Jahre, 25,1 % 25–44 Jahre, 29,2 % 45–64 Jahren und 17,2 % 65 Jahre oder älter. Das Durchschnittsalter betrug 43 Jahre. Auf 100 weibliche Personen kamen 104,7 männliche Personen, auf 100 Frauen im Alter ab 18 Jahren kamen statistisch 105,4 Männer.
Das jährliche Durchschnittseinkommen eines Haushalts betrug 34.626 USD, das Durchschnittseinkommen der Familien betrug 42.655 USD. Männer hatten ein Durchschnittseinkommen von 31.194 USD, Frauen 25.440 USD. Das Pro-Kopf-Einkommen betrug 18.190 USD. 14,8 % Prozent der Bevölkerung und 10,5 % der Familien lebten unterhalb der Armutsgrenze. 16,5 % davon waren unter 18 Jahre und 9,0 % waren 65 Jahre oder älter.

## Orte im County

### CDPs
- Bear Valley
- Bootjack
- Buck Meadows
- Catheys Valley
- Coulterville
- Crane Creek
- El Portal
- Fish Camp
- Greeley Hill
- Hornitos
- Lake Don Pedro
- Mariposa (County Seat)
- Midpines
- Mount Bullion
- Wawona
- Yosemite Valley
- Yosemite West